# Liste der Monuments historiques in Villuis
Die Liste der Monuments historiques in Villuis führt die Monuments historiques in der französischen Ortschaft Villuis auf.
Bauwerke werden nicht gelistet.
Die Objekte sind der Kirche Saint-Martin, 5 Rue des Grosseilliers, in Villuis zuzuordnen.

## Liste der Objekte
| Bezeichnung                                    | Beschreibung | Standort                       | Kennzeichnung | Schutzstatus | Datum | Bild |
| ---------------------------------------------- | --- | ------------------------------ | ------------- | ------------ | ----- | ---- |
| Flügelblatt einer Tür                          | geschnitztes Holz aus der Mitte des 16. Jahrhunderts | 5 Rue des Grosseilliers (Lage) | PM77001180    | Classé       | 1911  |      |
| Wasserbecken                                   | Kupferbecken mit Engelsköpfen als Henkel und mit Deckel, Anfang des 18. Jahrhunderts | 5 Rue des Grosseilliers (Lage) | PM77001881    | Classé       | 1975  |      |
| Katheder                                       | Der schmiedeeiserne Fuß des Katheders ist mit dekorativen Schnörkeln verziert. Das Rednerpult selbst ist aus Holz gefertigt. Es stammt aus dem 18./19. Jahrhundert. | 5 Rue des Grosseilliers (Lage) | PM77003916    | Inscrit      | 1980  |      |
| Kanzel und Krichenbänke                        | hölzerne nummerierte Kirchbänke (19. Jahrhundert) und Predigtkanzel unter einem Schirm mit Voluten (18. Jahrhundert) | 5 Rue des Grosseilliers (Lage) | PM77003915    | Inscrit      | 1980  |      |
| Beichtstuhl                                    | gedrechselter und geformter Beichtstuhl des ausgehenden 18. Jahrhunderts mit halbkreisförmigen Bogenfenstern, die auf Kapitellen ruhen. | 5 Rue des Grosseilliers (Lage) | PM77003917    | Inscrit      | 1980  |      |
| Stuhl                                          | Kirchenstuhl aus dem 19. Jahrhundert mit geflochtener Sitzfläche. Die Rückenlehne ist mit einer Schnitzerei (Fabeltier) | 5 Rue des Grosseilliers (Lage) | PM77003921    | Inscrit      | 1980  |      |
| Taufbecken                                     | steinernes Becken mit einem Holzdeckel und einer Godronierung, 18. Jahrhundert | 5 Rue des Grosseilliers (Lage) | PM77003918    | Inscrit      | 1980  |      |
| Statue der Heiligen Jungfrau mit dem Jesuskind | bemalter Stein, leichte Zerstörung (abgetrennter Kopf des Jesuskinds) 19. Jahrhundert | 5 Rue des Grosseilliers (Lage) | PM77003922    | Inscrit      | 1980  |      |
| Antependium                                    | Das textile Altarornament mit Goldfäden durchwirkt zeigt die Jungfrau Maria, Herzen und Blumen | 5 Rue des Grosseilliers (Lage) | PM77003919    | Inscrit      | 1980  |      |
| Grabplatte                                     | Die Grabplatte zeigt eine unbekannte Person unter einem gotischen Bogen. Anfang des 16. Jahrhunderts. | 5 Rue des Grosseilliers (Lage) | PM77003923    | Inscrit      | 1980  |      |
| Weihwasserbecken                               | Das aus einem Sandsteinblock gefertigte Weihwasserbecken wird von vier facettierten, in den Sandstein gehauenen Armen gehalten wird. 18. Jahrhundert | 5 Rue des Grosseilliers (Lage) | PM77003924    | Inscrit      | 1980  |      |
| Altarretabel                                   | Das Altarbild wird von einem Rahmen aus Streifenpaneelen und rechteckigen Formplatten mit Ohren, die breiter sind und an der Spitze mit einem Strauß von Akanthusblättern und goldenen Zweigen umgeben. Oberhalb des Rahmens stehen sich zwei Statuen gegenüber. 18. Jahrhundert | 5 Rue des Grosseilliers (Lage) | PM77002534    | Inscrit      | 1977  |      |

Zum Verständnis siehe: Kirchenausstattung
- Monuments historiques (Objekte) in Villuis in der Base Palissy des französischen Kulturministeriums (französisch)